# 亞特蘭大 (印第安納州)
亞特蘭大（英語：Atlanta）是一個位於美國印地安納州漢密爾頓縣的城鎮。

## 人口
根據2010年美國人口普查的數據，亞特蘭大的面積為0.81平方千米，當中陸地面積為0.81平方千米，而水域面積為0.00平方千米。當地共有人口729人，而人口密度為每平方千米900人。